# Labor omnia vincit

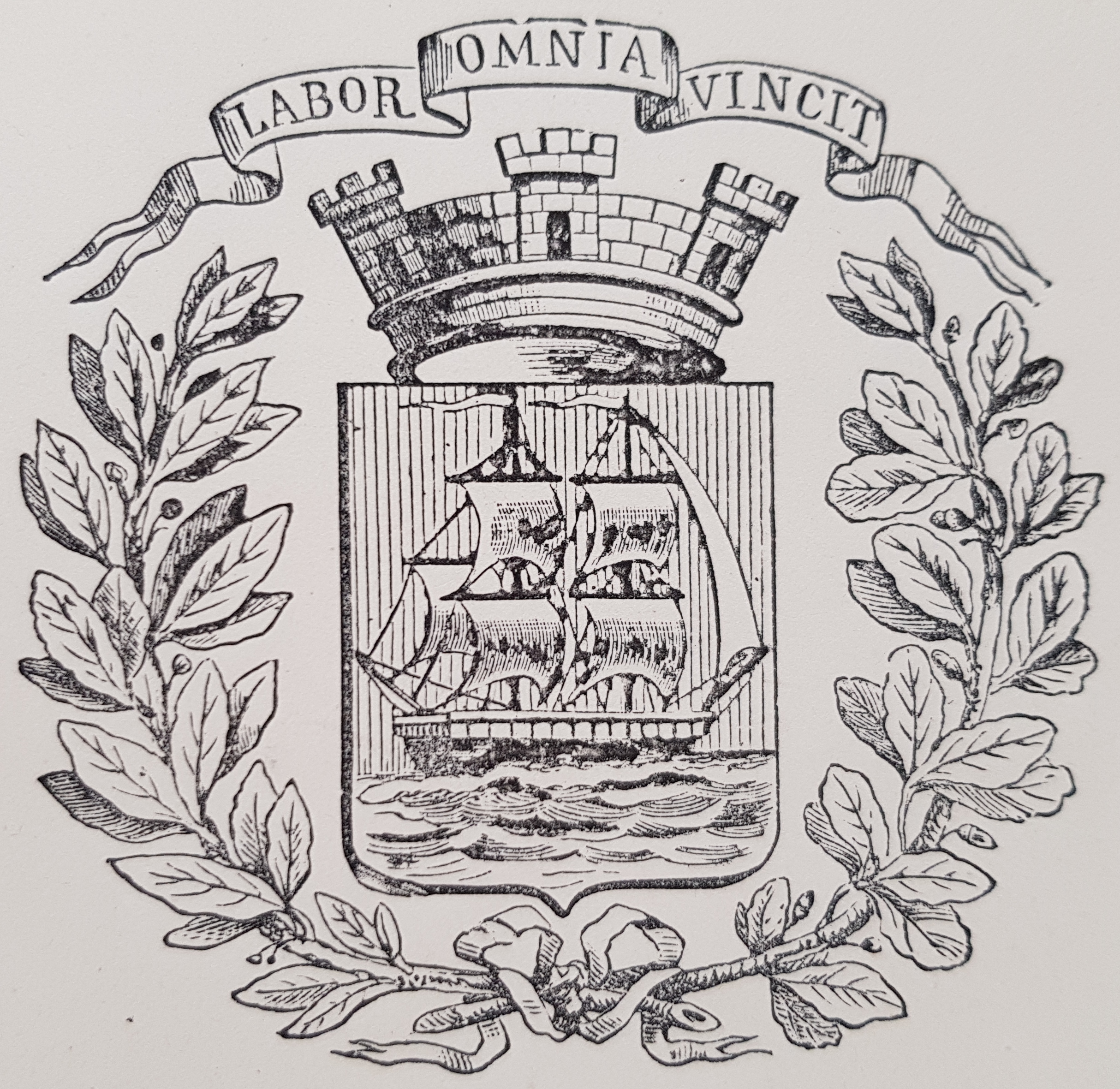
Raffigurazione antica dello stemma di Thiers (Francia)

Labor omnia vincit è una frase latina, che significa letteralmente «la fatica vince ogni cosa». Si cita spesso per intendere in modo proverbiale che con l'impegno, la tenacia e con la dura fatica del lavoro si può ottenere qualsiasi risultato. Con "labor" si intende, in generale, l'impegno, lo sforzo fisico e anche mentale.

## Fonti e significato

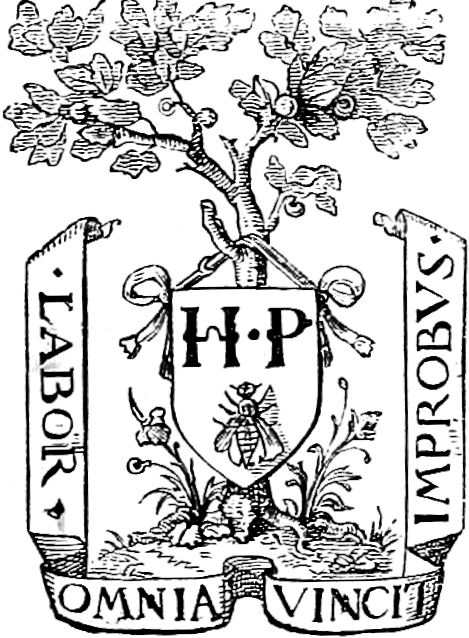
Logo della tipografia e casa editrice parigina Henri Plon (secolo XIX)

La frase si legge nelle Georgiche di Virgilio (Libro I, versi 145-146), nella forma Labor omnia vicit / improbus, et duris urgens in rebus egestas («Ogni difficoltà fu vinta dalle fatiche del lavoro e dal bisogno che preme nelle dure circostanze»).
Si noti che in Virgilio il verbo vìncĕre è al tempo perfetto (vīcit «vinse»), perché si sta trattando di un'epoca passata: la transizione dell'umanità dall'età dell'oro alla storia, caratterizzata dalle dure necessità del lavoro e della vita.
Estrapolata dal contesto, la frase ha assunto una valenza gnòmica, cioè proverbiale; conseguentemente, vīcit perde il suo valore di passato e assume quello di perfetto acrònico, detto anche gnòmico o sentenzioso, appunto perché utilizzato in latino in sentenze e aforismi. Ma poiché nelle lingue moderne la funzione verbale acronica è generalmente rappresentata dal tempo presente, la frase è oggi generalmente citata con la forma verbale vĭncit, anche per analogia con l'altra massima virgiliana Omnia vincit amor, che a sua volta condiziona la variante sintattica spesso ricorrente Omnia vincit labor.

## Usi moderni
La sentenza, citata a volte nella forma estesa Labor omnia vincit improbus, per il suo valore moralistico si è prestata e si presta tuttora a molteplici utilizzi. Ricorre frequentemente in iscrizioni, sculture, pitture e cartigli di stemmi araldici.
Labor omnia vincit, ad esempio, è il motto dello stato americano dell'Oklahoma e del comune francese di Évry. Nel secolo XIX, figurava nel logo della casa editrice e tipografia parigina Henri Plon, e oggi in quello della Pàtron Editore.
Le frasi latine vengono spesso riportate con errori. Ad esempio, nella pagina di presentazione di un saggio specialistico proprio su questa frase (Labor Improbus, pubblicato online dalla Cambridge University Press), la parola duris, letta male, diventa duns. Nel film Les choristes (2004), diretto da Christophe Barratier, su una parete del collegio-riformatorio Fond de l'étang («Fondo dello stagno») è rappresentata un'insegna che riporta il monito LABOR IMPRODUS (sic!) OMNIA VINCIT.
Lo stemma del dipartimento del Flores (Uruguay) riporta il motto nella forma LABOR IMPROBA OMNIA VINCIT.

## Galleria d'immagini

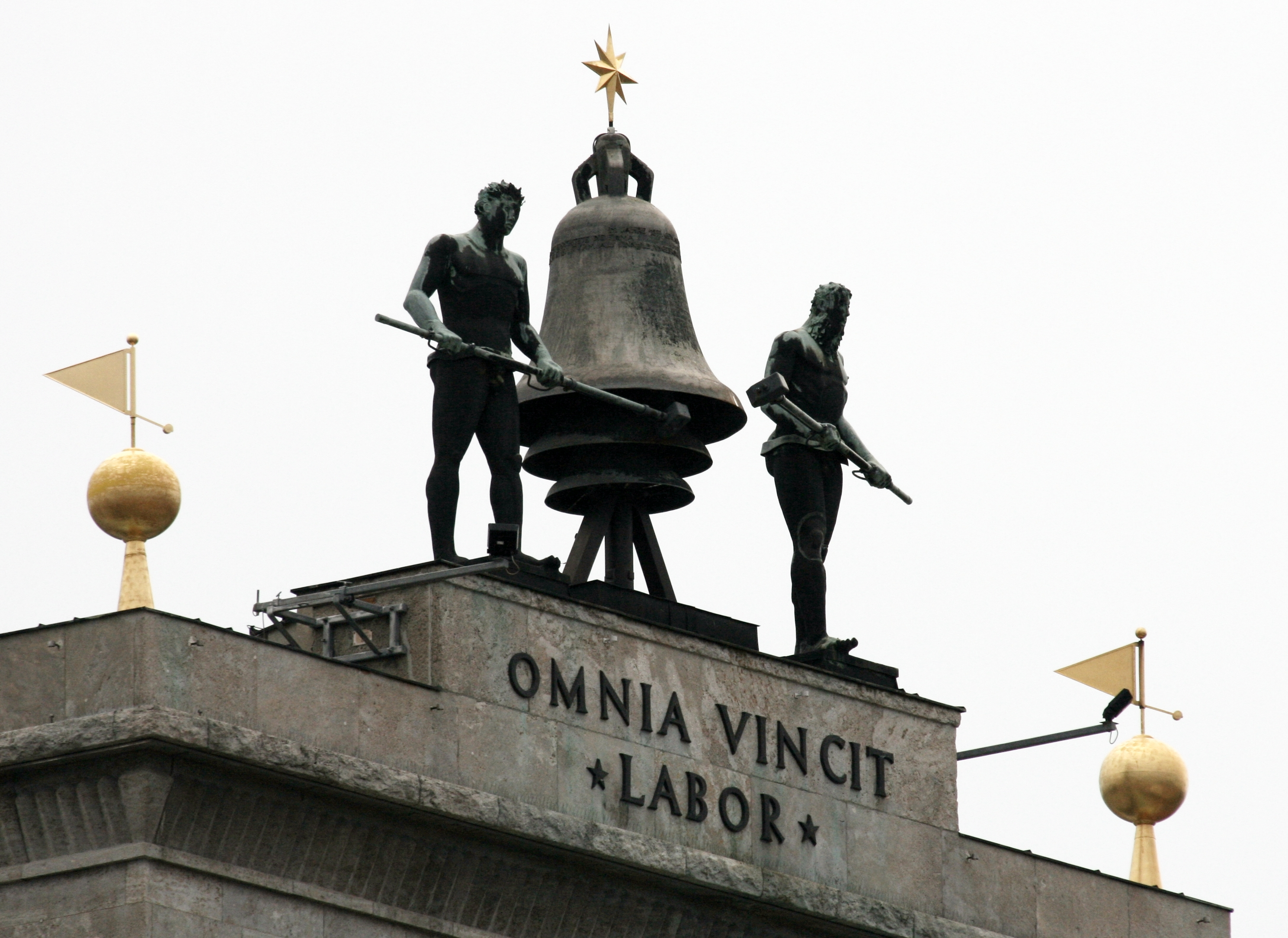
Krochhochhaus (Lipsia): il campanaro più giovane (a sinistra) suona il quarto d'ora, il più vecchio l'ora intera
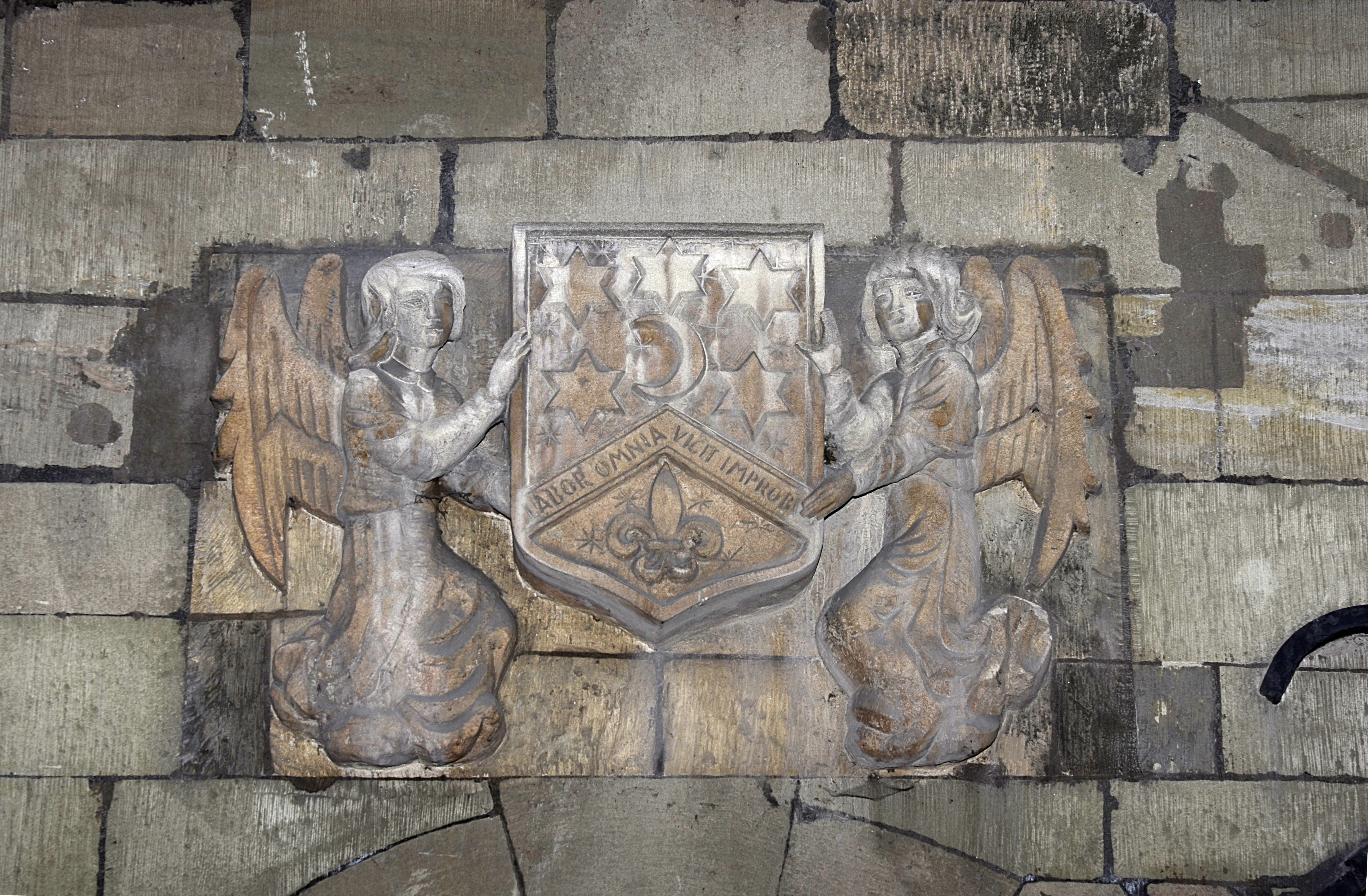
Stemma ornato di stelle, luna e giglio, con due angeli (Ginevra, Grand Rue 34)
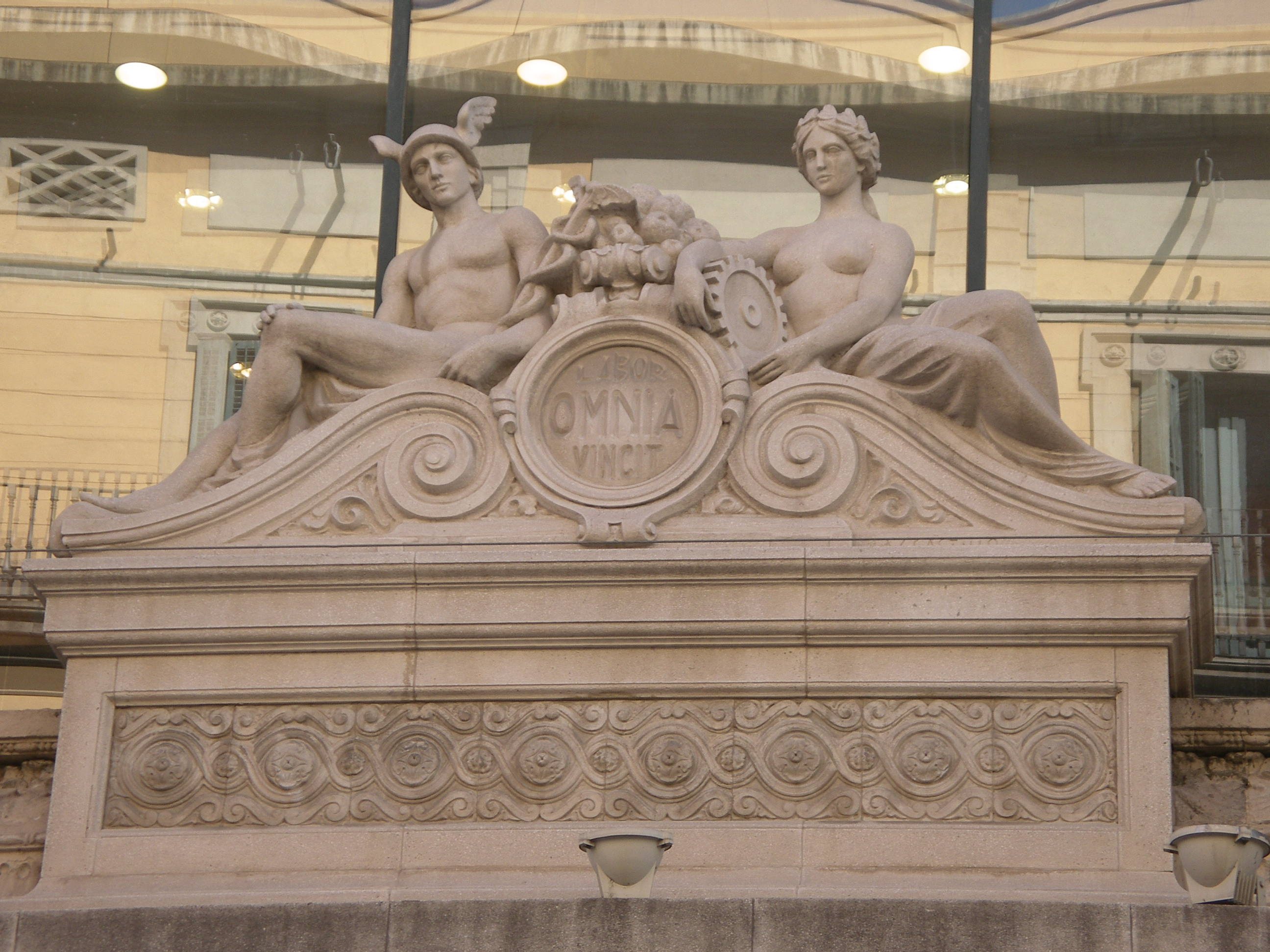
Gruppo scultoreo di Lluís Faulí nell'edificio Can Jorba (Portal de l'Àngel) a Barcellona
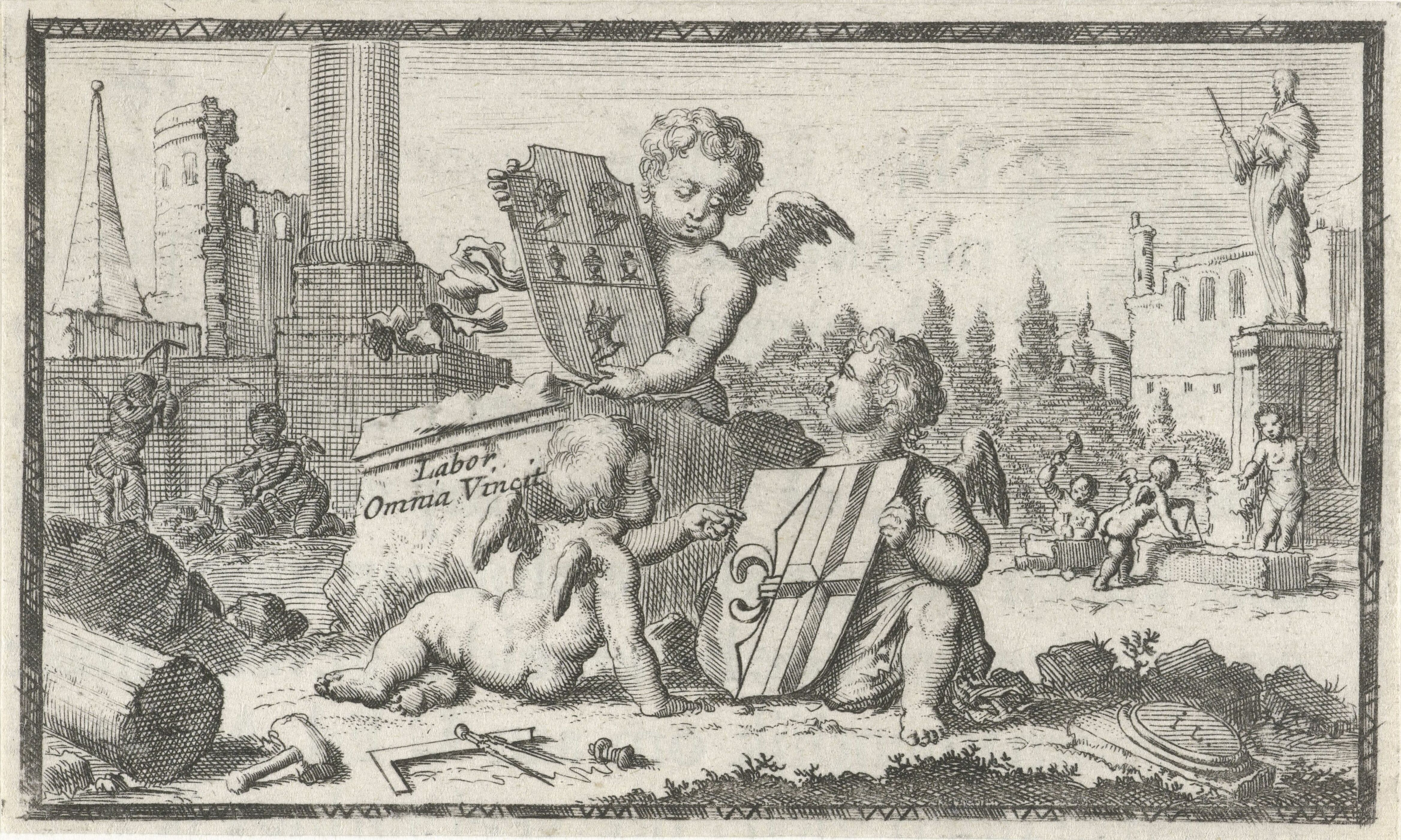
Tre putti con gli stemmi di Nicolaes Witsen e Johannes Hudde (Amsterdam, 1681)
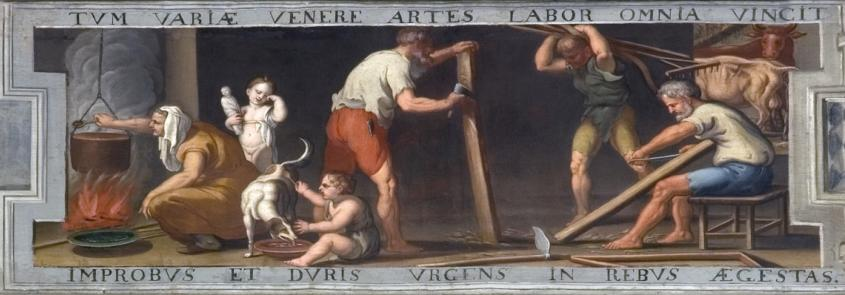
Jerzy Eleuter Siemiginowski (1660–1711): uno dei 4 fregi dipinti nell'anticamera del re del palazzo di Wilanów (Varsavia)
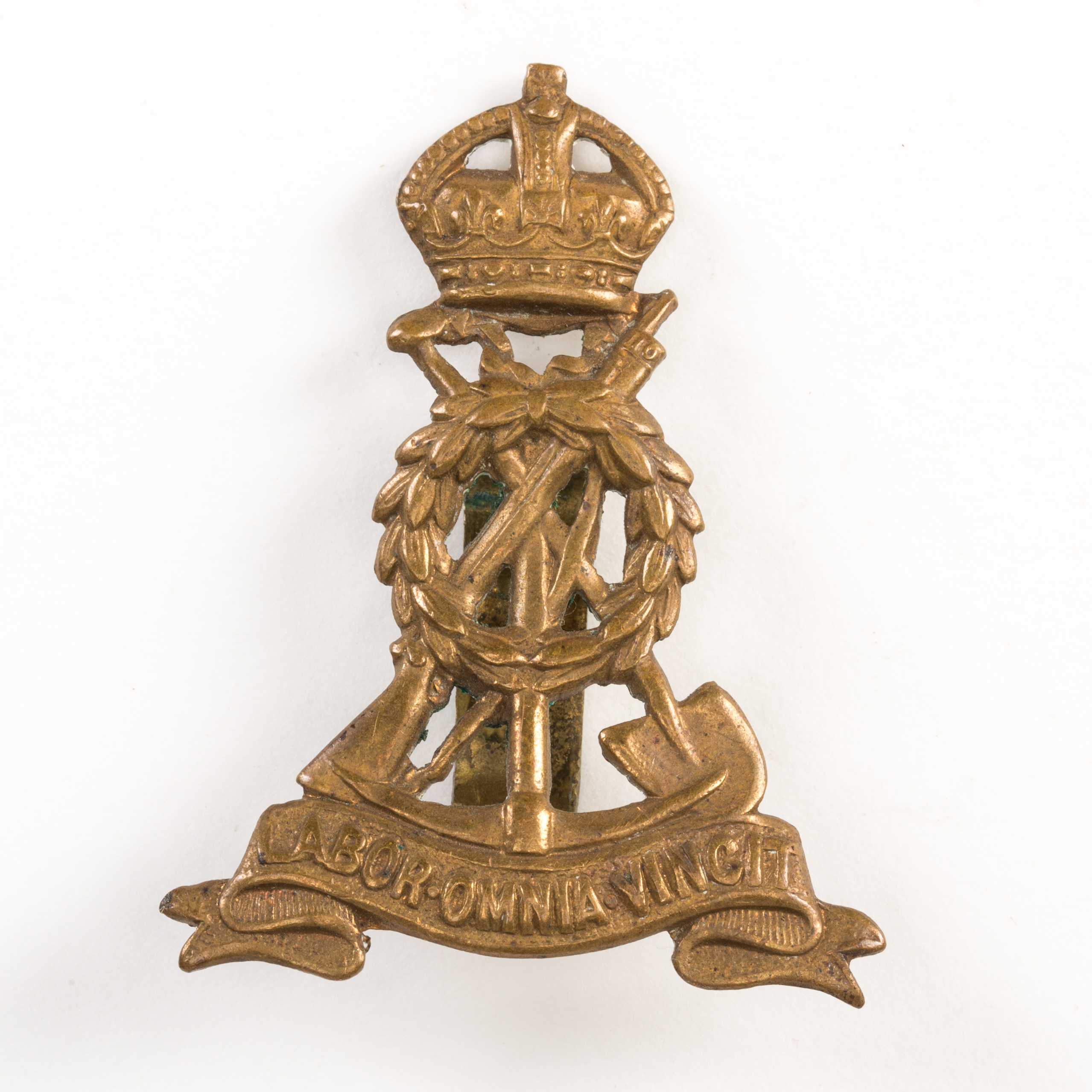
Distintivo del Royal Pioneer Corps (1939), corpo dell'esercito britannico utilizzato per compiti di ingegneria leggera
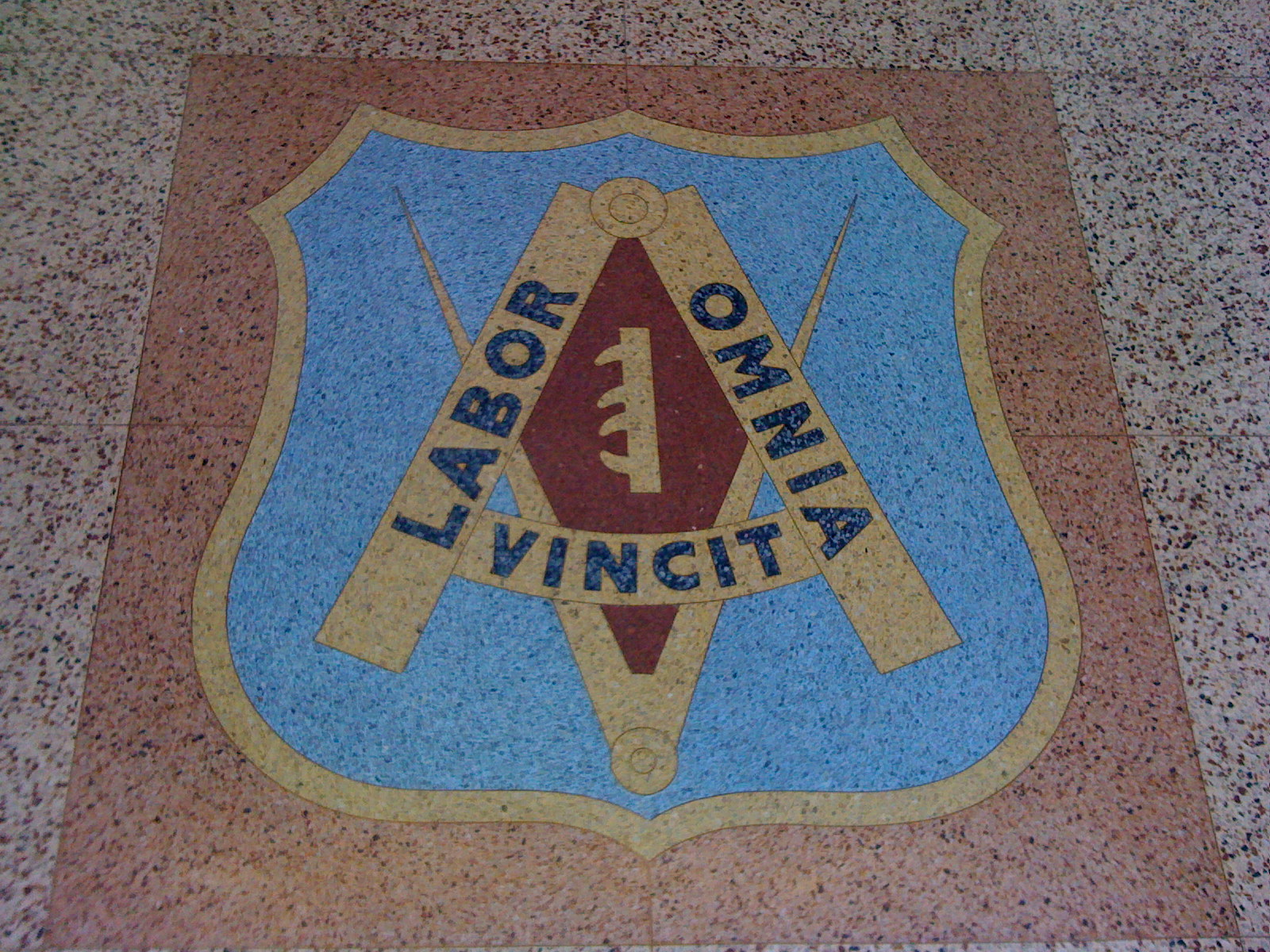
Emblema della "United brotherhood of carpenters and joiners of America"

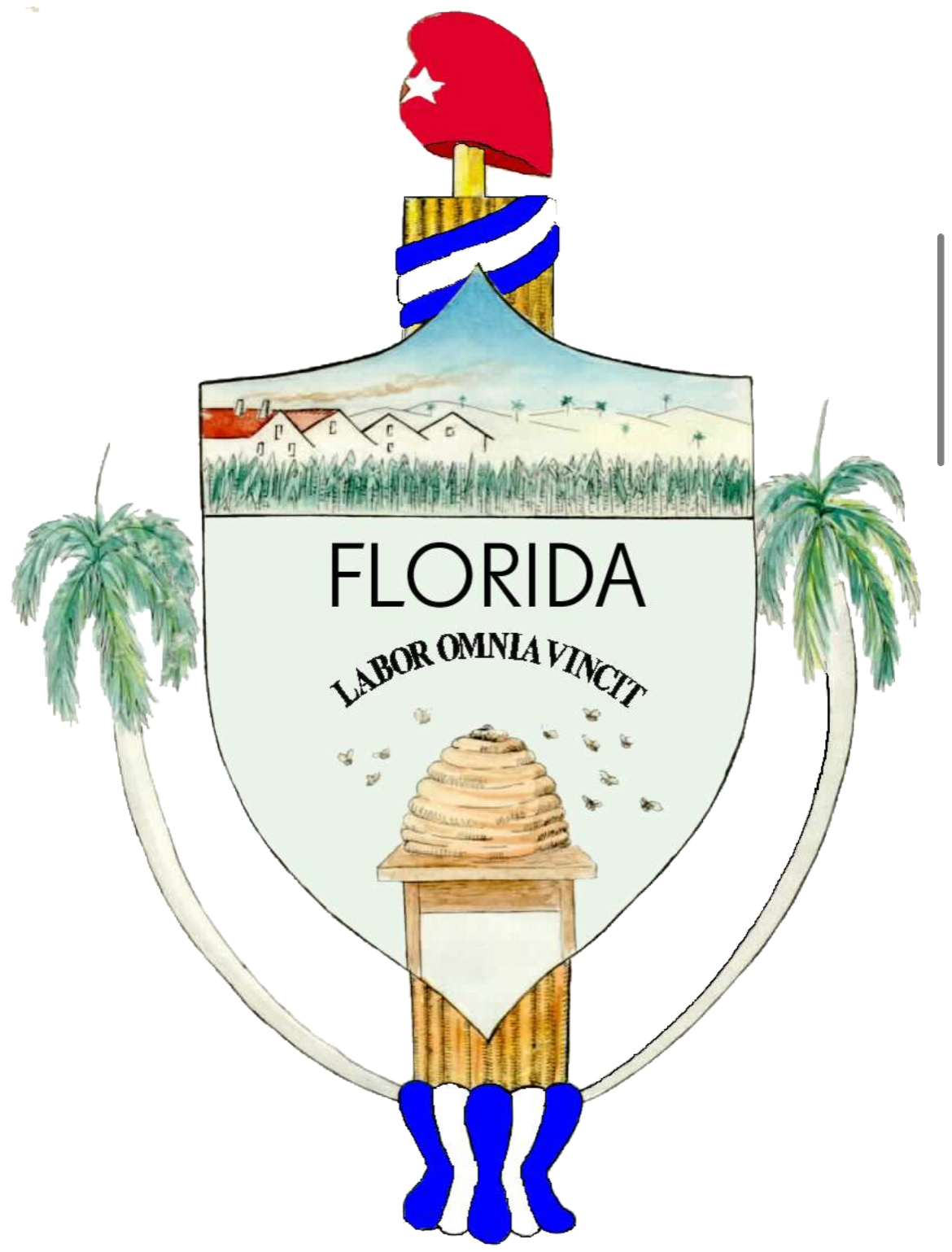
Stemma della città di Florida (Cuba)
Stemma del dipartimento del Flores (Uruguay)
Stemma della città e dello stato di Zacatecas (Messico), donato da Filippo II di Spagna nel 1588
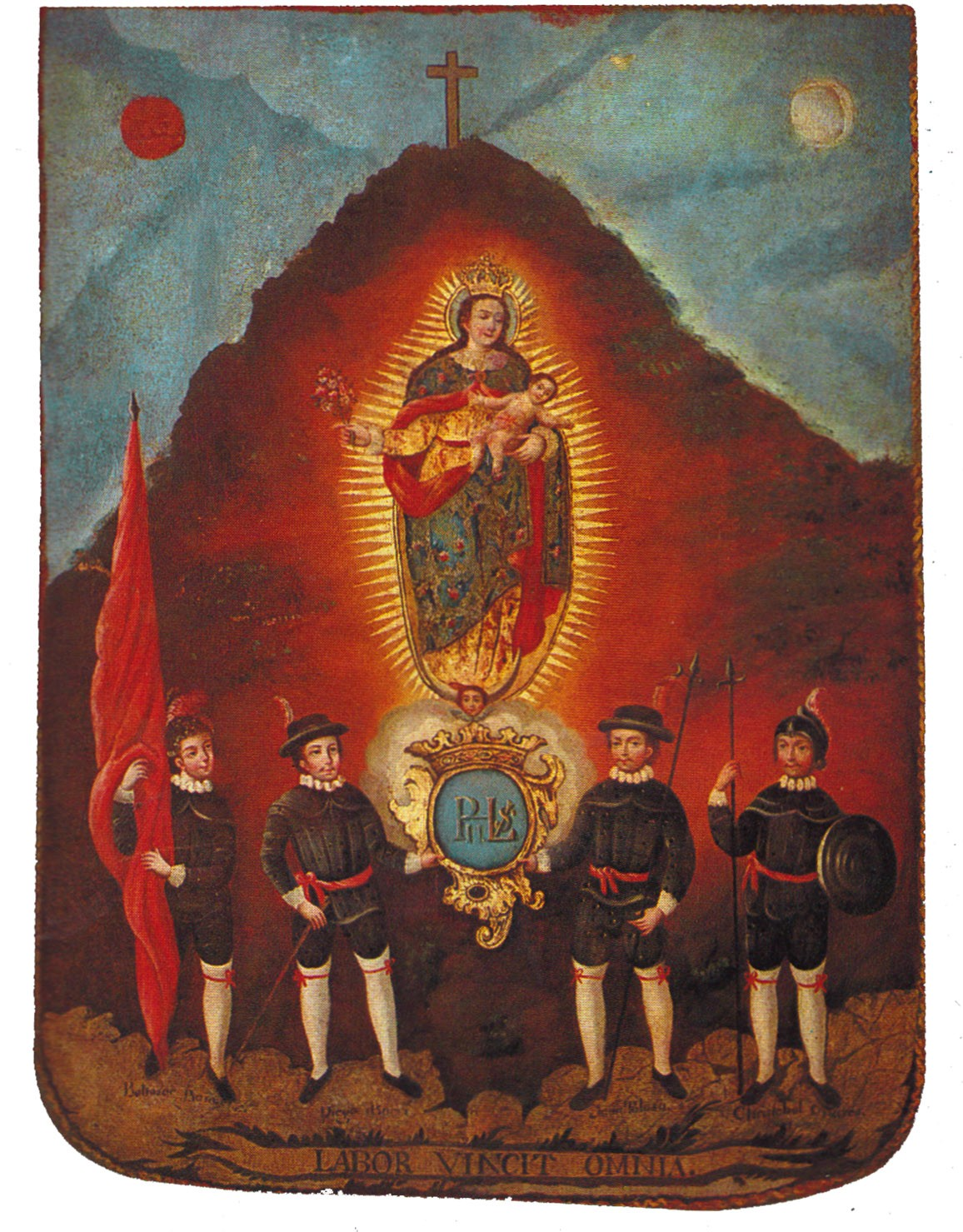
Raffigurazione (1584) dello stendardo concesso da Filippo II di Spagna alla città di Zacatecas
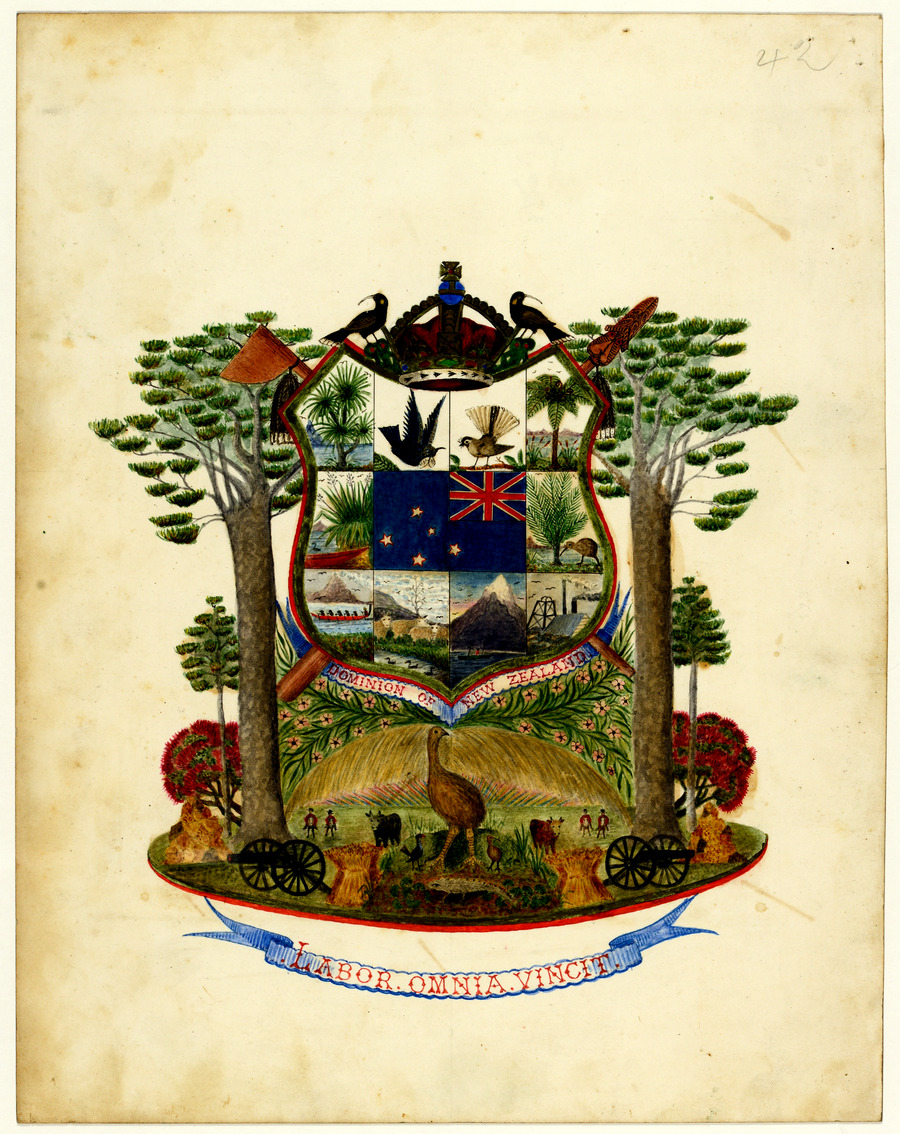
Proposta per il nuovo stemma della Nuova Zelanda (1908)
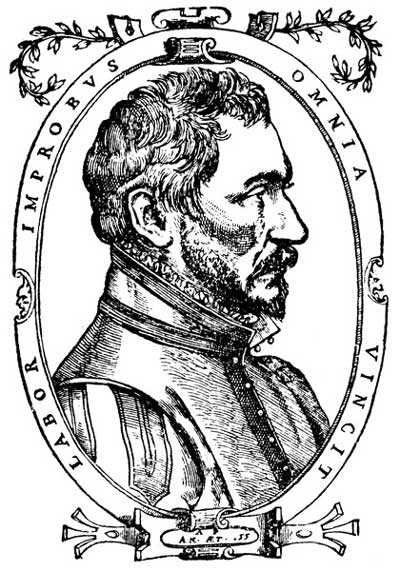
Ambroise Paré (1510-1590), chirurgo, disegno di André Wechel (1573)
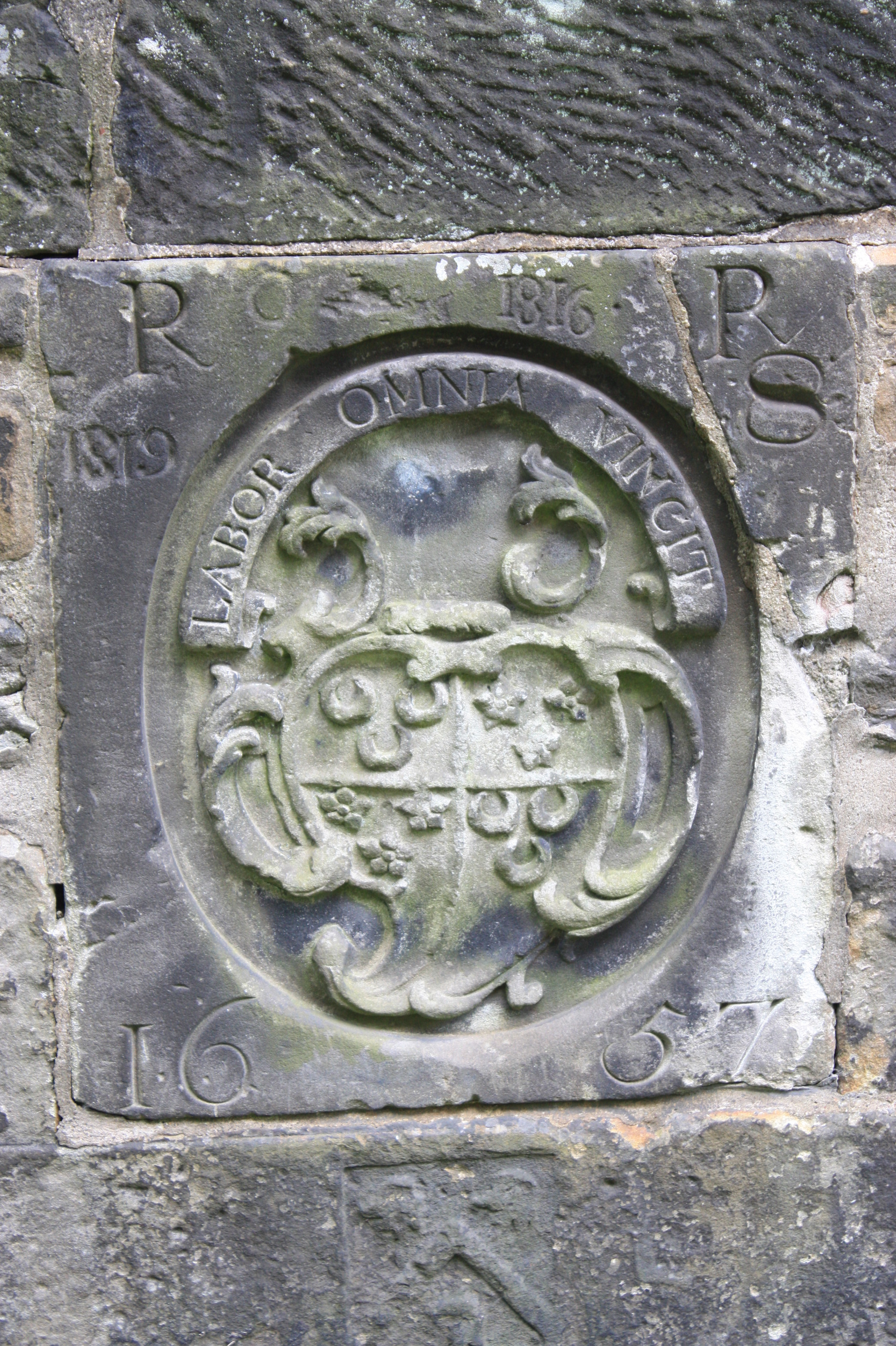
Cattedrale di Glasgow, 1657